# Hyalobathra
Hyalobathra is een geslacht van vlinders uit de familie van de grasmotten (Crambidae). De wetenschappelijke naam van dit geslacht is voor het eerst voorgesteld door Edward Meyrick in een publicatie uit 1885.

## Soorten
- H. aequalis (Lederer, 1863)
- H. archeleuca Meyrick, 1885
- H. coenostolalis (Snellen, 1890)
- H. crenulata Sutrisno & Horak, 2003
- H. dialychna Meyrick, 1894
- H. dictatrix Meyrick, 1934
- H. illectalis (Walker, 1859)
- H. inflammata Hampson, 1913
- H. intermedialis Caradja, 1939
- H. micralis Caradja, 1932
- H. minialis (Warren, 1895)
- H. miniosalis (Guenée, 1854)
- H. opheltesalis (Walker, 1859)
- H. paupellalis (Lederer, 1863)
- H. phoenicozona (Hampson, 1896)
- H. undulinea (Hampson, 1891)
- H. unicolor (Warren, 1895)
- H. variabilis J. F. G. Clarke, 1971
- H. wilderi Tams, 1935
- H. xanthocrossa Meyrick, 1932

### Status onduidelijk
- H. aurata Snellen[1]